# Comité consultatif de l'enseignement public
En France, le Comité consultatif de l'enseignement public était une instance instituée par l'arrêté du 25 mars 1873, dont les dispositions ont été modifiées par le décret du 11 mai 1880. Il était  divisé en trois sections correspondant aux trois ordres d'enseignement : supérieur, secondaire et primaire.

## Arrêté du 25 mars 1873

### Constitution
Le comité consultatif remplace le comité des inspecteurs généraux. Il est composé de douze inspecteurs généraux désignés par le ministre, du vice-recteur de l'académie de Paris, du directeur de l’École normale supérieure, d'un professeur de chacune des facultés de droit, de médecine, des sciences et des lettres, d'un professeur du Collège de France et d'un professeur du Muséum d'histoire naturelles, des directeurs de l'enseignement supérieur, secondaire et primaire et du chef de division de la comptabilité centrale. Il est divisé en trois sections (enseignement supérieur, enseignement secondaire, enseignement primaire).

### Attribution
Le comité donne son avis sur les projets de lois, de règlements et de programmes d'études, sur les questions de contentieux administratif et de discipline qui lui sont renvoyées par le ministre. Il est consulté sur les questions relatives à l'avancement des fonctionnaires et membres du corps enseignant. Il délibère sur les vœux émis dans les comités mensuels de perfectionnement, dans les assemblées de facultés et dans les réunions des professeurs des lycées et collèges. À la fin de chaque année scolaire, le comité consultatif tient une section spéciale pour dresser un tableau général d'avancement de tous les membres du corps enseignant, et proposer, s'il y a lieu, des mutations et des mesures disciplinaires. Pendant cette session, les présidents des jurys d'agrégation sont appelés à siéger dans le comité avec voix délibérative. 
Le comité est modifié par arrêté du 5 décembre 1877

## Décret du 11 mai 1880

### Composition
Nomination annuelle :
- Section de l'enseignement supérieur : des inspecteurs généraux de l'enseignement supérieur titulaire ou honoraire, des professeurs titulaires ou honoraires de l'enseignement supérieur, le vice-recteur de l'académie de Paris et le directeur de l’École normale supérieure, le directeur de l'enseignement supérieur.
  - Cinq commissions : scolarité, droit, médecine et pharmacie, sciences, lettres.
- Section de l'enseignement secondaire : des inspecteurs généraux de l'enseignement secondaire, des inspecteurs généraux des langues vivantes, le vice-recteur de l'académie de Paris, le directeur de l'École normale supérieure, le directeur de l'enseignement secondaire.
- Section de l'enseignement primaire : des inspecteurs généraux de l'enseignement primaire, du vice-recteur de l'académie de Paris, le directeur du Musée pédagogique, un inspecteur primaire de la Seine, le directeur de l'école normale primaire de Paris, la directeur du cours pratique des salles d'asiles, une inspectrice générales des salles d'asile, le directeur de l'enseignement primaire.